# Lago Mamry
El lago Mamry (en alemán, Mauersee) es un lago en el Distrito de los Lagos masuriano en el voivodato de Varmia y Masuria, Polonia. Es el segundo lago más grande de Polonia, con una superficie de 104 km². La profundidad máxima alcanza los 44 metros, aunque la media es de 11 m. Realmente comprende seis lagos conectados: Mamry, Kirsajty, Kisajno, Dargin, Święcajty y Dobskie. Mamry tiene treinta y tres islas, con un total de 213 hectáreas, algunas de las cuales son reservas ornitológicas. El lago Mamry es un popular destino turístico.